# 6072 Hooghoudt
6072 Hooghoudt este un asteroid din centura principală de asteroizi.

## Descriere
6072 Hooghoudt este un asteroid din centura principală de asteroizi. A fost descoperit pe 25 martie 1971 la Observatorul Palomar de Cornelis Johannes van Houten, Ingrid van Houten-Groeneveld și Tom Gehrels. Asteroidul prezintă o orbită caracterizată de o semiaxă mare de 3,16 ua, o excentricitate de 0,02 și o înclinație de 9,2° în raport cu ecliptica.